# Regeneração
La Regeneração è il periodo della storia portoghese relativo all'epoca della monarchia costituzionale portoghese dopo l'insurrezione militare del 1º maggio 1851 che portò alla caduta Costa Cabral e due governi di ispirazione settembrista. Sebbene non possa essere precisamente limitata nel tempo, il periodo della Regeneração durò circa 17 anni e terminò con la rivolta di Janeirinha, nel 1868, che portò il Partido Reformista al potere. La Regeneração fu caratterizzata dallo sforzo di sviluppo economico e di modernizzazione del Portogallo, al quale si associarono importanti misure fiscali. Nonostante il governo fosse presieduto dal maresciallo Saldanha, il principale personaggio della Regeneração fu Fontes Pereira de Melo.

## Inquadramento storico
L'idea di regeneração, espressa dalle parole regeneração e regenerador, divennero parte della matrice originaria del pensiero vintista portoghese e comparvero sempre nel pensiero e nel dibattito dei liberali portoghesi a partire dagli anni fra il 1817 e il 1820. Il generale Gomes Freire de Andrade, gran maestro del Grande Oriente Lusitano, fu membro di una loggia massonica chiamata Regeneração  e l'organismo segreto che dirigeva la cospirazione del 1817 si chiamava Conselho Supremo Regenerador de Portugal, Brasil e Algarves.
Non fu per caso che uno dei due patriarchi del vintismo, Manuel Borges Carneiro, scelse il titolo di Portugal Regenerado per il suo principale manifesto politico. Instaurato il regime liberale, l'obiettivo quasi mitico di ottenere, finalmente, un recupero del prestigio e della potenza perduti dal Portogallo continuò a dominare il pensiero e il dibattito pubblico. Fu in questo contesto che Manuel Fernandes Tomás rese celebre, in un intervento parlamentare, il concetto, della nostra felice Regeneração.
Un'altra fonte ispiratrice del movimento politico della Regeneração, che la preparò ideologicamente, fu Alexandre Herculano e il gruppo di intellettuali, in maggioranza formati nell'Università di Coimbra, che inizialmente formarono lo zoccolo ideologico del liberalismo. Progressivamente allontanatisi da un governo che percepivano essere inefficace e corrotto, sentendosi traditi nella purezza dei loro ideali, questo gruppo incominciò ad aspirare ad un cambiamento profondo che liberasse il Portogallo dall'abbattimento morale e dal sottosviluppo in cui si trovava. A poco a poco, anch'essi iniziarono ad aspirare un movimento rigeneratore.
Non sorprende che di fronte alla perdita di prestigio degli organi costituzionali e all'impadronimento della vita politica portoghese che risultò dall'oppressione di Patuleia e dalle leggi imposte dai vincitori, il nuovo potere nato dal colpo di Stato del 1851 reclamasse la Regeneração come suo motto, annunciando che ora, finalmente, sarebbe arrivata la tanto decantata quanto vaga nostra felice Regeneração.

## Obiettivi della Regeneração
Il movimento rigeneratore presentava come fulcro del suo programma politico il rinnovamento del sistema politico e la creazione delle infrastrutture basilari necessarie allo sviluppo del paese. Il movimento aveva come obiettivo centrale instaurare in modo definitivo il liberalismo in Portogallo e a tal fine adottò i principii sanciti dalla Costituzione del 1826, accompagnate dai necessari emendamenti contenuti nell'Acto Adicional del 1852.
Il programma politico della Regeneração consisteva in un insieme di riforme amministrative ed economico-sociali, la cui applicazione aveva come obiettivo alimentare la crescita economica e superare i vincoli di natura politica e istituzionale che avevano impedito al paese di avvicinarsi ai livelli di sviluppo del resto d'Europa. Attribuivano gli impedimenti al mal governo e al tempo perduto nelle varie lotte politiche e ideologiche che fino ad allora avevano avvelenato la vita politica portoghese.
Per raggiungere questi obiettivi, la prima azione fu di riforma istituzionale, culminata nell'approvazione dellActo Adicional del 1852 alla Costituzione del 1826 e limitando, fine al limite della mancanza di democraticità, l'attività parlamentare e il dibattito politico. Ciò si tradusse nella creazione delle condizioni di equilibrio politico che sfociarono nel rotativismo dei decenni successivi. Il secondo vettore dell'azione Regeneração fu il sostegno alla crescita economica, incentrata sulla costruzione di infrastrutture di trasporto e comunicazione, in un primo tentativo di rompere l'isolamento di vaste regioni del paese e di appoggio allo sviluppo industriale e commerciale. Fu con questi scopi che si istituì il Ministero dei Lavori Pubblici, Commercio e Industria, che fu affidato a Fontes Pereira de Melo, uno dei più dinamici e capaci politici dell'epoca.
La preponderanza del vettore del sostegno economico fu tanto grande che il Ministero dei Lavori Pubblici, Commercio e Industria, di Fontes Pereira de Melo, assurse rapidamente al ruolo di protagonista dell'azione governativa ed ebbe una visibilità pubblica che superava di molto quella del primo ministro. È così che nacque il fontismo, che più che una dottrina politica era una forma di azione.
Fra i successi principali della politica della Regeneração meritano particolare menzione la costruzione o il rinnovamento della rete stradale e dei porti principali, la rapida espansione della rete ferroviaria e l'installazione del telegrafo.
Quest'accentuato sforzo di sostegno economico e di ricerca incessante del progresso materiale è evidente nella seguente frase di Fontes Pereira de Melo: «Davanti al cavallo della diligenza c'è il tramway, davanti a questo la locomotiva e davanti a tutto il progresso». Questa frase riassume bene lo spirito che dominò la classe politica portoghese all'inizio della Regeneração.